# Eugénio Salvador
Eugénio Salvador Marques da Silva (São Jorge de Arroios, Lisboa, 31 de Março de 1908 — Lisboa, 1 de Janeiro de 1992) foi um dançarino e actor português.

## Família
Filho do cenógrafo e empresário teatral Luís Salvador Marques da Silva (Lisboa, Santa Justa, 6 de Janeiro de 1876 — 13 de Abril de 1949) e de sua mulher Eugénia Dias da Silva (Sobral de Monte Agraço Sobral de Monte Agraço, 18 de Agosto de 1874 — Lisboa, 4 de Janeiro de 1955), irmão do pintor Luís Salvador, Jr. (Mestre Luís Salvador Marques da Silva, Jr.) e neto paterno do grande proprietário e dramaturgo João Salvador Marques da Silva e de sua mulher Antónia Cândida Reynaud e Silva.

## Biografia
A 24 de outubro de 1940, casou na igreja paroquial de São Jorge de Arroios, em Lisboa, com Carolina Rosa da Silva (Telões, Amarante, c. 1911 — 2 de janeiro de 1978), artista teatral, filha de António da Silva, natural de Fafe (freguesia de Regadas), e de Ana Ribeiro Mexia, natural de Amarante (freguesia de Freixo de Cima).
Casou com Lina Duval, de quem teve um filho António Manuel Salvador Marques, e com quem formou a parelha Lina & Salvador (dança). Dedicou-se também ao desporto, chegando mesmo a fazer parte da equipe principal do Sport Lisboa e Benfica.
Casou depois com a actriz Odete Antunes.
Eugénio Salvador após se ter formado no Conservatório, dedicou a sua vida à comédia. Durante a sua vida artística participou em mais de cem peças de revista e diversos filmes, entre eles Fado, História de uma Cantadeira

## Teatro
| Ano  | Peça                             | Teatro               | Notas                                                  |
| ---- | -------------------------------- | -------------------- | ------------------------------------------------------ |
| 1948 | O Pirata da Perna de Pau         | Teatro Maria Vitória | com: Mirita Casimiro, Clarisse Belo...                 |
| 1949 | Ela Aí Está!                     | Teatro Avenida       | com: Beatriz Costa, Clarisse Belo...                   |
| 1952 | Ó Rosa, Arredonda a Saia!        | Teatro Avenida       | com: Milú, Tereza Gomes, Madalena Sotto...             |
| 1952 | Lisboa Nova                      | Teatro Monumental    | com: Milú, Tereza Gomes, João Villaret...              |
| 1954 | Cala o Bico                      |                      |                                                        |
| 1955 | Cidade Maravilhosa               |                      |                                                        |
| 1956 | O Reboliço                       | Teatro Maria Vitória | com: Beatriz Costa, António Silva, Humberto Madeira... |
| 1958 | Por Causa Delas                  | Teatro Maria Vitória | [ 5 ]                                                  |
| 1960 | Mulheres de Sonho                | Coliseu dos Recreios |                                                        |
| 1961 | Loucuras de Papá e Mamã          | Teatro Avenida       | Comédia                                                |
| 1969 | Esperteza Saloia                 | Teatro Maria Vitória | com: Mariema, José Viana, Vítor Mendes...              |
| 1969 | Mãos à Obra                      |                      |                                                        |
| 1970 | E o Zé Faz Tudo!                 | Teatro Variedades    | com: Florbela Queiroz, Mariema, Vítor Mendes...        |
| 1974 | Ver, Ouvir e Calar               |                      |                                                        |
| 1975 | Força, Força Camarada Zé!        | Teatro Maria Vitória | com: Florbela Queiroz, Henrique Santana...             |
| 1976 | Vota, Vota Camarada Zé!          | Teatro Maria Vitória | com: Henrique Santana, Maria Dulce...                  |
| 1976 | O Bombo da Festa!                | Teatro Maria Vitória | com: Henrique Santana, Herman José...                  |
| 1977 | Alto e Pára o Baile!...          | Teatro Maria Vitória | com: Henrique Santana, Delfina Cruz...                 |
| 1978 | E Tudo São Bento Levou!...       | Teatro Maria Vitória | com: Henrique Santana, Simone de Oliveira...           |
| 1979 | Rei, Capitão, Soldado, Ladrão!   | Teatro Maria Vitória | com: Carlos Coelho, Maria Tavares...                   |
| 1980 | Mais Vale Sá Que Mal Acompanhado | Teatro Maria Vitória | com: Carlos Coelho, Ana Zanatti...                     |
| 1980 | Reviravolta                      | Teatro ABC           | com: Florbela Queiroz, Fernando Mendes...              |
| 1981 | O Escabeche                      | Teatro ABC           | Revista                                                |
| 1982 | É Sempre a Aviar                 | Teatro ABC           | com: Florbela Queiroz, Fernando Mendes...              |
| 1983 | Todos Tesos                      | Teatro ABC           | Revista                                                |
| 1984 | O Bem Tramado                    | Teatro Maria Vitória | com: Florbela Queiroz, Natalina José...                |
| 1985 | Não Batam Mais no Zézinho!       | Teatro Maria Vitória | com: Ivone Silva, Henrique Santana...                  |
| 1986 | Isto é Maria Vitória!            | Teatro Maria Matos   | com: Ivone Silva, Linda Silva...                       |
| 1987 | Escrita em Dia!                  | Teatro Maria Matos   | com: Ivone Silva, Simone de Oliveira...                |
| 1987 | Toma Lá Revista!                 | Teatro Maria Matos   | com: Simone de Oliveira, Delfina Cruz...               |
| 1989 | Quem Tramou o Comendador?        | Teatro Maria Matos   | [ 8 ]                                                  |
| 1989 | Ora Bate… Batman'so!             | Teatro Villaret      | Revista                                                |

LISTA INCOMPLETA

## Filmografia (actor)
- Lisboa, Crónica Anedótica (1930) (contracenou com Chaby Pinheiro e Beatriz Costa).[1]
- Os três da vida airada (1952)
- As Pupilas do Senhor Reitor (1961)
- O Destino Marca a Hora (1970)
- (20 longas-metragens)